# Сміх і горе у Біла моря
«Сміх і горе у Біла моря», «Сміх і горе на Білому морі» (рос. Смех и горе у Бела моря) — радянський мультиплікаційний фільм 1987 року. Екранізації казок Бориса Шергіна і Степана Писахова. Своєрідність фольклоризму цих казок полягає в безпосередній їх орієнтації на народну творчість.

## Новели
- Вічні крижини
- Про ведмедя
- Морожені пісні (Степан Писахов)
- Чарівне кільце (Борис Шергін)
- Перепилиха (Степан Писахов)
- Апельсин
- Поморська бувальщина (Борис Шергін)

## Виробництво
- Сценарій: Юрій Коваль[ru], Леонід Носирев
- Художник-постановник: Віра Кудрявцева-Енгалічева.
- Оператор: Надія Михайлова.
- Звукооператор: Борис Фильчиков.
- Вокальні партії: Зінаїда Попова.
- Текст пісень — Генріх Сапгір.
- Композитор: Євген Ботяров.
- Ролі озвучували: Євгеній Леонов, Борис Новиков, Тетяна Васильєва, Клара Рум'янова, Анатолій Баранцев, Марія Виноградова, Кіра Смирнова, Юрій Волинцев[1]